# Connie Corleone
Constanzia Corleone Rizzi, generalmente conocida como Connie Corleone, es un personaje de ficción de la novela de Mario Puzo El padrino. En la saga de El padrino, Connie está interpretada por Talia Shire, hermana del director de las películas: Francis Ford Coppola.

## Historia en las películas

### El padrino
Connie nació en 1927 como única hija de Don Vito Corleone y Carmella Corleone. Es la hermana de Sonny, Fredo, Michael Corleone y Tom Hagen. Se casó con Carlo Rizzi. Esta elección (y el hecho de que Carlo es de ascendencia del norte italiano) disgustó mucho al padre de Connie, que sólo aceptó el matrimonio con la condición de que se casasen con un viejo estilo de boda siciliana.
Rizzi maltrataba y engañaba a Connie para demostrar su poder sobre los Corleone. Su hermano Sonny, que es de carácter violento, fue a ver a Carlo y le propinó una paliza, seguida de una advertencia de que no volviese a tocar a Connie. Pero un tiempo después, Carlo volvió a golpear de manera brutal a su esposa, cuando ella descubre que él la estaba engañando, por lo que Connie llamó a Sonny, y este se dirigió furioso a buscar a Carlo con la intención de matarlo; pero murió antes de conseguirlo, ya que Carlo le tendió una trampa traicionando a la familia Corleone uniéndose con la familia Barzini. Más tarde, Michael tomó la venganza mandando a matar a Carlo. Esto enfadó a Connie (que no sabía el papel que tenía su marido con la muerte de Sonny) y ella se enfadó con Michael durante muchos años por haber dejado a su hijo sin padre.

### El padrino II
En los años transcurridos desde la muerte de Carlo, tuvo una etapa de desprenderse de todo, hasta a abandonar temporalmente a sus hijos; pero regresó a la familia después de la muerte de su madre. Connie tuvo dos hijos con Rizzi: Víctor y Michael Francis.

### El padrino III
En la tercera parte, Connie se convirtió en un miembro mucho más activo dentro del círculo de Michael. Ella fue fundamental para convencer a Michael en la decisión de tomar a su sobrino Vincent bajo su mandato, y fue ella quien dio permiso a Vincent para matar a Joey Zasa. Connie también envenenó a Don Altobello, un viejo amigo de la familia. Lo mató por haber intentado asesinar a Michael, plan que ejecutó con ayuda de Joey Zasa.